# Mälarhöjden (Stockholms tunnelbana)
Mälarhöjden ist eine unterirdische Station der Stockholmer U-Bahn. Sie befindet sich im gleichnamigen Stadtteil Mälarhöjden. Die Station wird von der Röda linjen des Stockholmer U-Bahn-Systems bedient. Sie zählt zu den eher mäßig frequentierten Stationen des U-Bahn-Netzes. An einem normalen Werktag steigen hier 2.600 Pendler zu und um.
Die Station wurde am 16. Mai 1965 in Betrieb genommen, als der Abschnitt der Röda linjen zwischen Örnsberg und Sätra eingeweiht wurde. Die Bahnsteige befinden sich ca. 10–34 Meter unter der Erde. Die Station liegt zwischen den Stationen Axelsberg und Bredäng. Bis zum Stockholmer Hauptbahnhof sind es etwa sieben Kilometer.